# Saudiarabiens provinser
Saudiarabiens administrativa indelning har på första nivån 13 provinser (manatiq; singular: mintaqa), vilka i sin tur är indelade i totalt 118 guvernement (muhafazat; singular: muhafaza).
Provinser (huvudstad inom parentes):
- 1 al-Baha (al-Baha)
- 2 al-Hudud ash-Shamaliyya (Arar)
- 3 al-Jawf (Sakaka)
- 4 Medina (Medina)
- 5 al-Qasim (Burayda)
- 6 Riyadh (Riyadh)
- 7 ash-Sharqiyya (Dammam)
- 8 Asir (Abha)
- 9 Hail (Hail)
- 10 Jizan (Jizan)
- 11 Mecka (Mecka)
- 12 Najran (Najran)
- 13 Tabuk (Tabuk)